# Buteo nitidus
Buteo nitidus е вид птица от семейство Ястребови (Accipitridae).

## Разпространение
Видът е разпространен от Салвадор до Аржентина.

## Хранене
Храни се главно с гущери и змии, и по-рядко с малки бозайници, птици и жаби.